# Marcelo Luz
Marcelo de Souza Luz, mais conhecido como Marcelo Luz, (Petrolina, 15 de fevereiro de 1949) é um engenheiro civil e político brasileiro, outrora deputado federal por Roraima.

## Dados biográficos
Filho de Cícero Rodrigues da Luz e Maria de Lurdes de Sousa Luz. Engenheiro Civil formado na Universidade Federal de Pernambuco em 1971, trabalhou na iniciativa privada até ingressar na Companhia de Habitação Popular do Estado de Pernambuco (COHAB) como gerente de planejamento executivo em 1980 durante o governo Marco Maciel. Mantido na referida empresa como diretor-técnico por José Muniz Ramos, foi professor do Departamento de Engenharia Civil na Universidade Católica de Pernambuco. Assumiu a presidência da Companhia Pernambucana de Saneamento no governo Roberto Magalhães em 1983 e quando este foi sucedido por Gustavo Krause em 1986, acumulou a presidência da COMPESA com o cargo de secretário de Habitação.
Em 1987 assumiu uma diretoria no Departamento Nacional de Obras e Saneamento (DNOS), mudando-se para Roraima no ano seguinte quando o governador Romero Jucá o nomeou secretário de Obras e Saneamento pouco antes da Constituição de 1988 elevar o território federal a estado. Presidente da Associação Brasileira de Engenharia Sanitária e Ambiental de Roraima, assumiu a presidência da Companhia de Águas e Esgotos de Roraima, sendo também governador substituto do estado. Eleito deputado federal pelo PDS em 1990, votou a favor do impeachment de Fernando Collor em 1992. Filiado ao PP em 1993, encerrou a vida pública ao final do mandato.